# 1983 في تونس
فيما يلي قوائم الأحداث التي وقعت خلال عام 1983 في تونس.

## سياسة

### تعيين في المنصب
- 1 نوفمبر – فتحية مزالي وزير الأسرة والنهوض بالمرأة.

## مواليد

### يناير
- 1 يناير – كركدن رابر تونسي.
- 18 يناير – حمدي القصراوي لاعب كرة قدم تونسي.

### فبراير
- 6 فبراير – عبيد الجميعي
- 9 فبراير – عباس سعيدي منافِس أوليمبي تونسي.

### مارس
- 24 مارس – كريم سعيدي لاعب كرة قدم تونسي.

### أبريل
- 3 أبريل – راشد الخياري سياسي.
- 11 أبريل – أماني السويسي مغنية تونسية.

### مايو
- 6 مايو – مهدي بن ضيف الله لاعب كرة قدم تونسي.
- 22 مايو – لينا بن مهني

### يوليو
- 20 يوليو – أسامة الصغير

### أكتوبر
- 31 أكتوبر – سيرين البلطي قافزة بالزانة تونسية.

### ديسمبر
- 13 ديسمبر – مجدي تراوي لاعب كرة قدم تونسي.

## وفيات

### يناير
- 1 يناير – الصادق الزمرلي (مواليد 1893) صحفي تونسي.

### سبتمبر
- 1 سبتمبر – عز الدين عزوز (مواليد 1918) مقاوم تونسي.

### أكتوبر
- 15 أكتوبر – محمد بن للونة (مواليد 1916) سياسي تونسي.
- 18 أكتوبر – أحمد توفيق المدني (مواليد 1898) سياسي جزائري.

### ديسمبر
- 17 ديسمبر – بشير خريف (مواليد 1917) كاتب تونسي.